# Конажево-Марцише
Конажево-Марцише (пол. Konarzewo-Marcisze) — село в Польщі, у гміні Ґолимін-Осьродек Цехановського повіту Мазовецького воєводства.
Населення — 72 особи (2011).
У 1975-1998 роках село належало до Цехановського воєводства.

## Демографія
Демографічна структура станом на 31 березня 2011 року:
|          | Загалом | Допрацездатний вік | Працездатний вік | Постпрацездатний вік |
| -------- | ------- | ------------------ | ---------------- | -------------------- |
| Чоловіки | 37      | 9                  | 23               | 5                    |
| Жінки    | 35      | 10                 | 18               | 7                    |
| Разом    | 72      | 19                 | 41               | 12                   |